# Moira Millán
Moira Millán (El Maitén, agosto de 1970),  es una weychafe (guerrera) mapuche y activista de Argentina. Es una de las líderes del movimiento de recuperación de las tierras ancestrales indígenas, derecho reconocido por la reforma constitucional argentina de 1994. No se identifica como feminista sino como antipatriarcal, denunciando el feminicidio de mujeres indígenas, e impulsa en los Encuentros de Mujeres la mayor visibilización de la problemática de las mujeres indígenas. Integrante del Movimiento de Mujeres Indígenas por el Buen Vivir. También es escritora.

## Biografía
Nació en El Maitén, provincia de Chubut, en agosto de 1970. Se crio en una familia de cinco hermanos, perteneciente a las naciones mapuche y tehuelche. En 1971 su padre, Luis Millán, trabajador ferroviario y víctima de la aculturación del pueblo mapuche, se mudó con toda la familia a Bahía Blanca por razones de trabajo. La familia Millán se instaló en una villa miseria habitada principalmente por indígenas, mayoritariamente mapuche. Moira padeció el racismo en Bahía Blanca, tanto de una sociedad que rechazaba a "los indios", como de una escuela que glorificaba como héroes a los militares que habían vencido a la nación mapuche en la llamada Conquista del Desierto y había esclavizado a los sobrevivientes.
Empezó a trabajar a los doce años como empleada doméstica, sufriendo el acoso sexual de sus patrones. Poco después comenzó a difundir activamente el credo evangélico, trasladándose a Brasil, donde participó en las Comunidades Eclesiales de Base y se identificó con el Partido de los Trabajadores (PT), liderado por Luiz Inácio Lula da Silva. A los 18 años, en 1988, decidió recuperar sus raíces indígenas, volviendo a las tierras ancestrales de su padre, en la zona de Ingeniero Jacobacci, provincia de Río Negro:

Recuerdo haber llorado casi todos los días, me descubría en mi verdadera identidad. Descubrí que era de una Nación con Memoria, espiritualidad, dignidad y fortaleza. ¡Mapuche ta inche!, ¡soy mapuche!. Allí mi pueblo me parió de nuevo, en medio del desierto, entre cantos milenarios, gritos estruendosos, danzas que masajeaban con cariño la mapu, nació el newen que se despertó para nunca más volver a dormir. La weychafe, la guerrera.

En 1992 integró la Organización Mapuche-Tehuelche 11 de octubre, que en 1996 denunció la desaparición del trabajador rural de la estancia de Benetton, Eduardo Cañulef, una situación que se ha multiplicado desde entonces. En 1999 Moira y su familia se instaló en un territorio ancestral mapuche de 150 hectáreas, a orillas del Río Carrenleufú/Palena, fundando la comunidad Pïllan Mahuiza de Chubut. Luego de años de enfrentamientos y amenazas, la comunidad logró establecerse. La comunidad se opone al proyecto de construir una gran represa en esa zona, que inundaría totalmente sus tierras.
Fue coguionista y protagonista del documental «Pupila de mujer, mirada de la tierra», que resultó ganador por Argentina de la tercera edición del concurso DocTV Latinoamérica. El documental, estrenado en 2012 en canales de televisión pública de varios países sudamericanos, trata desde una perspectiva de género el problema de la identidad y la lucha por el territorio de los pueblos originarios.
En 2012 inició una serie de encuentros con mujeres de distintas comunidades de pueblos originarios de Argentina, acciones que dieron lugar en 2015 a la primera Marcha de Mujeres Originarias por el Buen Vivir, con representación de 36 naciones originarias. En 2018, esta iniciativa se consolidó con la formación del Movimiento de Mujeres Indígenas por el Buen Vivir,—que se autodefine como anti patriarcal—, del que Moira Millán es coordinadora y referente.

[...] nosotras no somos feministas, nosotras somos anti-patriarcales y creemos que la opresión patriarcal es parte de esa colonización, o sea, no se puede abstraer el racismo, el patriarcado, el materialismo, el antropocentrismo, el individualismo, el capitalismo; todo eso es parte de un mismo paquete colonial que nosotras nos vamos a sacar de encima. Por ello que embestirse de etiquetas y abrazar ideologías que no nos pertenecen es como dar una continuidad sutil y reformista a una nueva colonización.

Moira Millán participó activamente en los hechos desarrollados a raíz de la desaparición de Santiago Maldonado en 2017 y en las movilizaciones de Ni una menos en el Bolsón, ese mismo año. En 2018, en el marco del 33 Encuentro Nacional de Mujeres, coordinó un taller sobre “Mujeres y autodeterminación de los pueblos”, en el que se propuso la utilización del término «Plurinacional» como un modo de explicitar la presencia y participación de las mujeres indígenas.
Desde 2017 la líder indígena ha denunciado haber recibido amenazas de muerte contra ella y sus hijas a causa de su lucha en el caso de la desaparición y asesinato de Santiago Maldonado.
En agosto de 2019 publicó su primer libro, un relato ficcional enmarcado en la historia de las comunidades indígenas patagónicas y la expansión de los ramales ferroviarios durante las primeras décadas del siglo XX.
En septiembre de 2024 publicó Terricidio, sabiduría ancestral para un mundo alternativo, una serie de ensayos sobre temas de actualidad desde la cosmovisión mapuche. El libro se tradujo al francés como Terricide, y fue presentado en Francia. 